# حصار دماج
حصار دماج هو حصار عسكري فرضته حركة الحوثيين الزيدية المسلحة على دار الحديث السلفية في دماج بحجة دعم الحكومة اليمنية وتخزين الأسلحة وتدريب إرهابيين أجانب لقتال وتكفير الزيدية وفقاً للحوثيين  فيما يقول السلفية أن الحوثيين لا يرغبون بوجود معارض في مناطقهم. تكرر الحصار مرات عدة كان آخرها في أواخر أكتوبر 2013 حيث تجدد الحصار مع القصف بالأسلحة الثقيلة على دار الحديث بدماج من قبل مسلحي الحوثيين وفق الرواية السلفية وقد دعا الشيخ القبلي حسين بن عبد الله الأحمر إلى الجهاد ضد الحوثيين لانهم «يقتلون حفاظ كتاب الله» وهو ما يحصل فعلاً حيث قتل 1900 حافظ لكتاب الله وتدمير دماج او اغتصاب للنساء.
في 15 يناير بدأ الآلاف من سلفيي دماج النزوح منها مع أسرهم وحوالي 12 ألف طالب باتجاه العاصمة صنعاء بعد إتفاق رعته الحكومة. وقال رئيس اللجنة الرئاسية المكلفة بإنهاء القتال بين الحوثيين والسلفيين بدماج، يحيى أبو أصبع، أن اللجنة بدأت في تجميع جثث القتلى في صفوف السلفيين الذين سقطوا خلال الشهرين الماضيين تنفيذاً لأهم مطالب السلفيين الخاصة برحيلهم من المنطقة مع طلاب معهد دماج منهم 97 طالباً من جنسيات عربية وأجنبية.

## إرهاصات الحصار
سيطرت حركة الحوثيين على محافظة صعدة إبان الفوضى التي عمت اليمن أثناء قيام احتجاجات ما يسمى بثورة الشباب السلمية وذلك بتاريخ 24 مارس 2011م، وهرب محافظ صعدة طه هاجر ونصب الحوثيون بدلاً عنه تاجر السلاح المعروف فارس مناع لإدارة الشؤون المدنية وقاموا بمباشرة الشئون العسكرية والأمنية للمحافظة، وقام الحوثيون بالانتشار في جبال دماج ووضعوا نقاطًا على مداخل دماج، ثم شددوا التفتيش على طلاب دار الحديث بدماج.

## المرحلة الأولى 2011
بدأ الحصار من يوم 22 ذو القعدة 1432 هـ الموافق 20 أكتوبر 2011م، منع فيه الحوثيون فيه دخول أية مواد غذائية أو أدوية أو مستلزمات طبية، ومن دخول الطلبة المستجدين، كما منعوا من أراد الخروج من أجل العلاج، بل منعوا أهل دماج من الخروج لتأدية مناسك الحج آنذالك، برر الحوثيون حصارهم بأن يحيى بن علي الحجوري قيم دار الحديث بدماج يجهز لحربهم بالاستعانة بقائد الحرس الخاص طارق محمد عبدالله صالح والحكومة السعودية، ونشروا ورقة منسوبة إلى الحجوري لإثبات دعواهم، الأمر الذي أنكره الحجوري وأخرج بيانًا في نفيه على موقعه.

## المرحلة الثانية 2013 - 2014

### اتفاق الهدنة وترحيل سكان دماج
في 15 يناير بدأ الآلاف من سلفيي دماج النزوح منها مع أسرهم وحوالي 12 ألف طالب على رأسهم رئيس دار الحديث بدماج يحيى الحجوري  ويقضي الاتفاق بـ’وقف إطلاق النار، وتسليم جميع المواقع المحيطة بدماج، بما فيها المواقع الجبلية، ونشر مراقبين من الجيش على هذه المواقع، وفتح الطرقات من مدينة صعدة إلى دماج.

### اقتحام دماج
وفي يوم الثلاثاء دخل الحوثيين منطقة دماج ورفعوا شعارات جماعة الحوثيين فيها لأول مرة، بالتزامن مع خروج السلفيين منها، وقال أبو أصبع أن الحوثيين أحبطوا خطة الجيش للانتشار في المنطقة، وفقاً لاتفاق وقف إطلاق النار، الذي تم بموجبه إخراج السلفيين من دماج، ونقلهم إلى محافظة الحديدة، ولم يسمح لقوات الجيش من قبل الحوثيين بالانتشار سوى في أماكن محدودة، وبأسلحة محدودة.